# Théorème du minimax de von Neumann
Vous lisez un « bon article » labellisé en 2009.
Pour les articles homonymes, voir Théorème min-max.

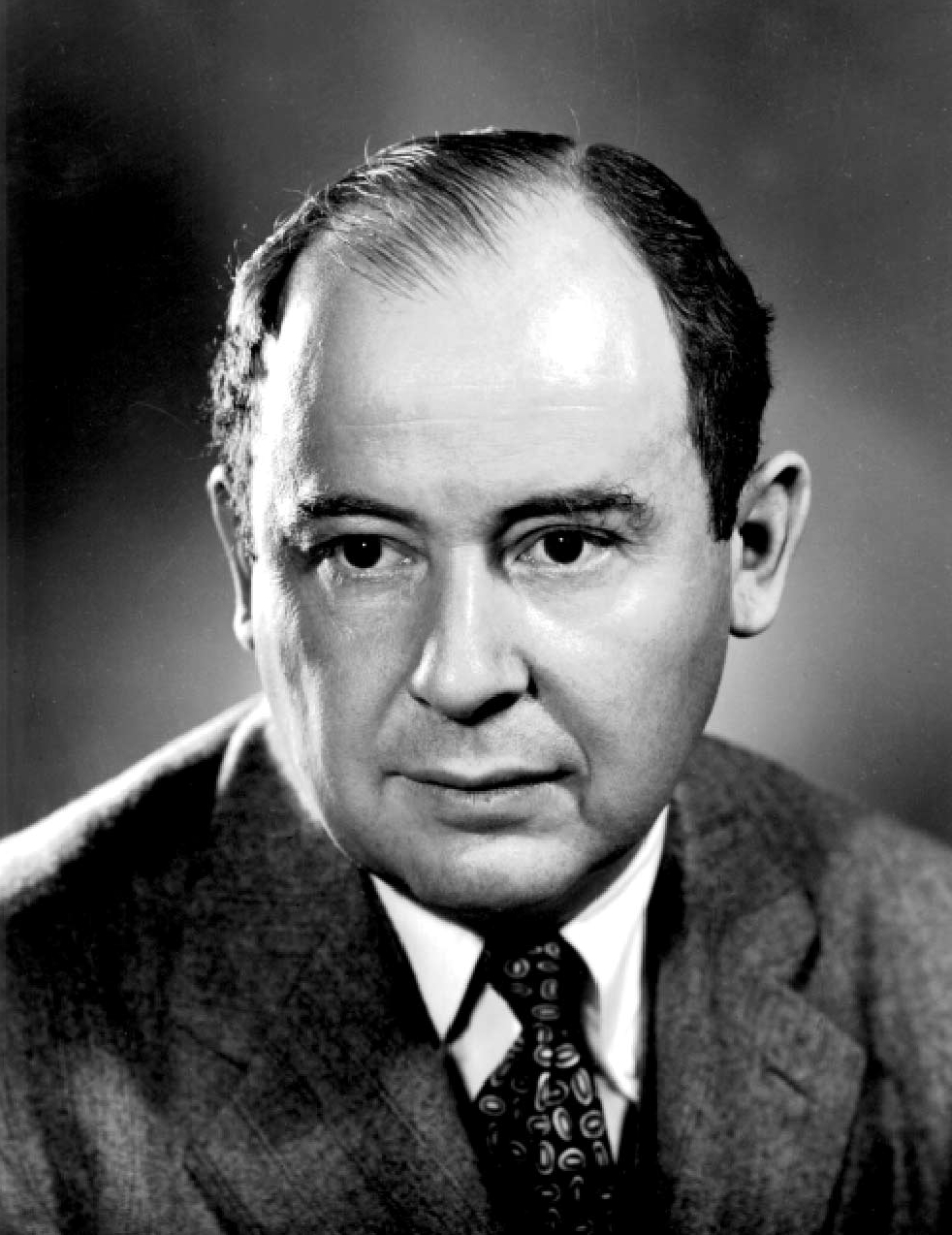
John von Neumann

Le théorème du minimax de von Neumann (parfois appelé théorème fondamental de la théorie des jeux à deux joueurs et à somme nulle) est un résultat important de la théorie des jeux démontré en 1926 par John von Neumann. Il assure que, pour un jeu non-coopératif synchrone à information complète opposant deux joueurs, à nombre fini de stratégies pures et à somme nulle, il existe au moins une situation d'interaction stable : une situation dans laquelle aucun des deux joueurs n'a intérêt à changer sa stratégie mixte si l'autre ne la change pas. Ce théorème est un cas particulier de l'équilibre de Nash, théorème démontré en 1950 par John Forbes Nash.
Le théorème du minimax fournit une méthode rationnelle de prise de décision dans un contexte bien précis : celui où s'affrontent deux adversaires (des entreprises concurrentes ou des États en guerre par exemple) lorsqu'on suppose qu'ils doivent prendre leurs décisions simultanément et que tout gain de l'un est perte de l'autre. Cette seconde hypothèse, rarement remplie dans la réalité, limite cependant beaucoup son intérêt pratique.
Un exemple de situation qu'il modélise bien est, au football, le duel entre un tireur de penalty et le gardien de but adverse. Le premier doit choisir où diriger son tir, le second quel secteur de sa cage protéger. En fonction du couple de décisions prises, les chances du tireur de marquer varient fortement. La pratique des joueurs est bien sûr de faire leurs choix de façon aléatoire et imprévisible. La théorie du minimax justifie cette méthode et détermine les probabilités qu'il est bon de donner à chacune des stratégies possibles ; les mesures effectuées sur les matchs de Bundesliga la valident : les probabilités constatées sont proches de celles que le théorème de von Neumann recommande.
Historiquement, le mathématicien Émile Borel a formalisé l'énoncé du théorème et est l'auteur de démonstrations parcellaires. La première preuve complète, un peu plus tardive, est l'œuvre de von Neumann.
La pertinence du modèle de von Neumann a été mise en cause. Outre l'inadéquation à la réalité de l'hypothèse de « somme nulle », des critiques ont été articulées contre la théorie sous-jacente de l'utilité bâtie par von Neumann et l'économiste Oskar Morgenstern pour donner un sens à la mesure du gain en situation d'incertitude ; le paradoxe d'Allais en est une des plus célèbres.
Si on fait abstraction de son utilisation en théorie de la décision, le théorème de von Neumann n'en demeure pas moins un résultat remarquable de mathématiques pures. En analyse fonctionnelle, c'est le premier d'une longue chaîne de théorèmes du minimax ; sa deuxième démonstration de 1937 par von Neumann, qui utilise un théorème de point fixe, a sans doute guidé les travaux ultérieurs de John Forbes Nash sur les jeux à plus de deux joueurs et somme non nulle ; sa démonstration de 1938 par Jean Ville, qui met en relief la relation avec la convexité et la théorie des inégalités, ouvre un pont vers la théorie de l'optimisation linéaire qui va émerger dans les années 1940.

## Énoncé du théorème
Théorème de von Neumann (1926) : Pour {\displaystyle m} entier strictement positif, notons {\displaystyle \Delta _{m}} l'ensemble des vecteurs colonnes comportant {\displaystyle m} coefficients réels positifs ou nuls dont la somme vaut {\displaystyle 1}.
Soit {\displaystyle A} une matrice réelle {\displaystyle (n,k)}. On a l'identité :
(La notation {\displaystyle Y^{T}} désignant le vecteur ligne transposé de {\displaystyle Y}).

## Le modèle économique sous-jacent

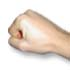
Pierre

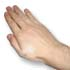
Feuille

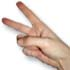
Ciseaux

On suppose que deux protagonistes, Xavier et Yvette, s'affrontent dans un contexte qui peut être un « jeu », au sens commun du terme (ainsi le pierre-feuille-ciseaux), mais aussi une compétition militaire ou économique. On en trouvera deux exemples (des plus primaires) à l'article Jeu à somme nulle.
Chacun dispose d'un nombre fini de coups possibles, appelés des « stratégies pures ». On note « k » le nombre de stratégies pures disponibles pour Xavier et « n » le nombre de stratégies pures disponibles pour Yvette. On numérote de {\displaystyle 1} à {\displaystyle k} les stratégies à la disposition de Xavier et de {\displaystyle 1} à {\displaystyle n} celles d'Yvette. Dans l'exemple du jeu de pierre-feuille-ciseaux, le formalisme sera le même pour Xavier et pour Yvette : {\displaystyle n=k=3}, « 1 » codant « jouer pierre », « 2 » codant « jouer feuille » et « 3 » codant « jouer ciseaux » (on prendra garde que cet exemple peut être trompeur : on ne suppose pas le jeu symétrique et les deux joueurs n'ont pas nécessairement les mêmes stratégies pures à leur disposition, ni même le même nombre de stratégies pures.)
On suppose que les deux joueurs connaissent sans ambiguïté la règle du jeu, en particulier les gains ou pertes qui seront applicables pour chaque couple de choix de stratégies (le jeu est dit « à information complète »), et qu'à chaque coup ils jouent simultanément (le jeu est dit « synchrone » — on peut aussi utiliser l'expression « jeu à information complète imparfaite » pour exprimer ce synchronisme). Il leur est interdit de se concerter préalablement : le jeu est dit « non coopératif ».
Pour chaque choix d'une stratégie pure numérotée « {\displaystyle j} » par Xavier et d'une stratégie pure numérotée « {\displaystyle i} » par Yvette, les règles du jeu (bien connues des deux participants) définissent un gain {\displaystyle a_{ij}} remporté par Xavier, qui est un nombre réel. Une valeur positive signifie que Xavier est bénéficiaire de ce nombre réel, un gain négatif qu'il en est perdant. Ces gains peuvent être regroupés en un tableau carré, appelé matrice (les lignes correspondant aux stratégies d'Yvette et les colonnes à celles de Xavier). Dans l'exemple de « pierre-feuille-ciseaux » avec ses règles les plus usuelles, la matrice {\displaystyle A} représentant les gains de Xavier serait ainsi :
|                         | Xavier joue « pierre » | Xavier joue « feuille » | Xavier joue « ciseaux » |
| Yvette joue « pierre »  | 0                      | 1                       | -1                      |
| Yvette joue « feuille » | -1                     | 0                       | 1                       |
| Yvette joue « ciseaux » | 1                      | -1                      | 0                       |

On pourrait définir de même le gain « {\displaystyle b_{ij}} » pour Yvette et la matrice représentant ces gains, mais ce ne sera pas nécessaire car on fait une dernière hypothèse : celle que le jeu est « à somme nulle », ce qui signifie que la société formée des deux joueurs ne gagne ni ne perd rien au jeu dans sa globalité, que tout ce que perd Xavier, Yvette le gagne et réciproquement. La matrice des gains d'Yvette est donc la matrice {\displaystyle -A} et il n'est pas utile de lui donner un nouveau nom.

### Points-selles dans les matrices de gain

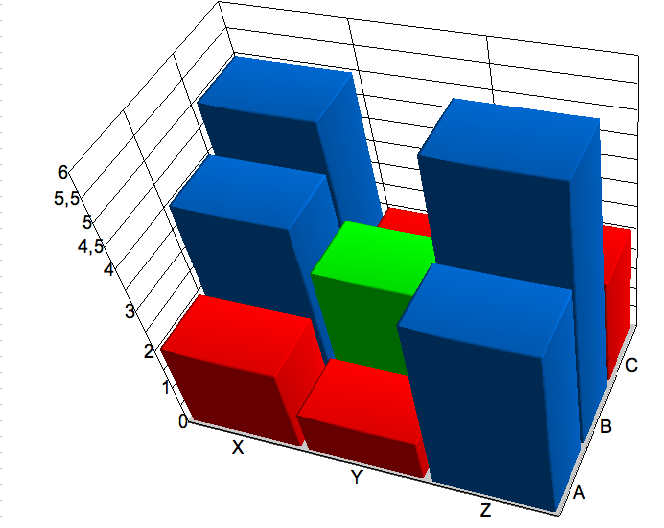
Représentation graphique de la matrice.
Le point-selle est en vert.

Soit l'exemple d'un jeu à trois stratégies pour chaque joueur où la matrice A des gains de Xavier est la suivante :
|                            | Xavier joue sa stratégie 1 | Xavier joue sa stratégie 2 | Xavier joue sa stratégie 3 |
| Yvette joue sa stratégie 1 | -1000                      | 2                          | 2000                       |
| Yvette joue sa stratégie 2 | 1010                       | 2                          | -3000                      |
| Yvette joue sa stratégie 3 | 0                          | 1                          | 0                          |

Considérant la règle du jeu, Xavier se dit : « Si je joue 1, je risque de perdre 1000 unités, et si je joue 3 d'en perdre 3000 ; mais si je joue 2, je gagne une unité dans le pire des cas. »
Yvette, pour sa part, se dit : « Si je joue 1, je risque de perdre 2000 unités, et si je joue 2 d'en perdre 1010 ; mais si je joue 3 mes pertes sont limitées à une unité dans le pire des cas.
Xavier peut poursuivre son raisonnement : « J'ai reconstitué le raisonnement d'Yvette, qui lui donne de bonnes raisons de choisir sa stratégie 3. Si elle le fait comme je m'y attends, la lecture de la 3e ligne de la matrice me montre que la stratégie 2 est le meilleur choix pour moi. Excellente raison de m'y tenir. »
Et symétriquement, après avoir observé la 2e colonne de la matrice, Yvette se sent confortée dans son choix pour la stratégie 3.
Finalement tout ceci mène à penser que le choix conjoint du 2e coup pour Xavier, du 3e pour Yvette est plus rationnel que les autres, qu'il est le bon choix en un sens qui reste à préciser. Il est à cet égard instructif de considérer deux règles de décision inappropriées qui pourraient tenter Xavier : en premier lieu, il pourrait chercher à maximiser la moyenne d'une colonne, en l'interprétant comme le gain moyen que lui rapporterait le choix de la stratégie correspondante, et il jouerait alors son 1er coup ; en second lieu, il pourrait être attiré par le « maximax », le gain le plus élevé figurant sur le tableau (ici c'est 2000), ce qui le conduirait à jouer son 3e coup. Dans les deux cas, il y perdrait, puisqu'Yvette — si elle joue bien — s'en tiendrait tout de même à jouer son coup numéro 3 et le seul résultat de la gourmandise de Xavier serait qu'il ne toucherait rien au lieu de gagner le modeste 1 que la meilleure stratégie lui garantit.
Comparons à la situation suivante, variante minime du jeu de « pierre-feuille-ciseaux » (on a modifié de quelques centimes les enjeux pour éviter des situations d'indifférence entre stratégies qui n'apportent rien à la compréhension) :
|                         | Xavier joue « pierre » | Xavier joue « feuille » | Xavier joue « ciseaux » |
| Yvette joue « pierre »  | 0                      | 1,05                    | -1,07                   |
| Yvette joue « feuille » | -1,03                  | 0                       | 1,04                    |
| Yvette joue « ciseaux » | 1,02                   | -1,01                   | 0                       |

Xavier et Yvette peuvent commencer à raisonner comme dans l'exemple précédent : si Xavier veut minimiser la somme qu'il devra verser à Yvette, le coup à jouer est « feuille » où il ne perdra au pire que 1,01 unité. De même Yvette va dans un premier temps être tentée par jouer « ciseaux » où dans le pire des cas sa perte se limite à 1,02 unité. Mais lorsqu'il considère qu'Yvette a des raisons sérieuses de jouer « ciseaux » Xavier, au lieu d'être conforté dans son choix initial de « feuille », s'aperçoit qu'il serait alors perdant et qu'il vaut bien mieux bifurquer sur « pierre ». Yvette, qui reconstitue mentalement les anticipations de Xavier, anticipe qu'il jouera « pierre » et déplace son projet de coup vers « feuille ». À son tour Xavier modifie ses anticipations... Rien ne se stabilise et aucun choix de stratégies pures n'arrive à s'imposer.
Où se situe la différence entre les deux exemples ? C'est que dans la première matrice, contrairement à la deuxième, figure ce qu'on peut appeler un point-selle, ou équilibre de Nash : une entrée qui est à la fois la plus petite de sa colonne et la plus grande de sa ligne.
Proposition : Les points-selles étant définis comme ci-dessus, une matrice {\displaystyle (n,k)} de réels {\displaystyle A=(a_{ij})} possède un point-selle si et seulement si
En tout point-selle de la matrice, l'entrée correspondante du tableau est égale à ce minimax.
Voyons comment s'applique cette proposition sur les exemples :
pour le premier exemple, {\displaystyle \max _{1\leq j\leq k}(\min _{1\leq i\leq n}a_{ij})=\max\{-1000,1,-3000\}=1} tandis que {\displaystyle \min _{1\leq i\leq n}(\max _{1\leq j\leq k}a_{ij})=\min\{2000,1010,1\}=1.} Le minimax et le maximin sont égaux, et la case à l'intersection de la ligne où le minimax est atteint et de la colonne où le maximin est atteint est un point-selle.
Dans le second cas, {\displaystyle \max _{1\leq j\leq k}(\min _{1\leq i\leq n}a_{ij})=-1,01} tandis que {\displaystyle \min _{1\leq i\leq n}(\max _{1\leq j\leq k}a_{ij})=1,02} (on reconnaît les valeurs initialement considérées dans leurs réflexions respectives par Xavier et Yvette). Comme ils ne coïncident pas, il ne peut y avoir de point-selle.

### Signification intuitive du maximin
L'expression {\displaystyle \max _{1\leq j\leq k}(\min _{1\leq i\leq n}a_{ij})} peut s'interpréter.
Pour un {\displaystyle j} donné, l'expression {\displaystyle \min _{1\leq i\leq n}a_{ij}} représente la plus petite entrée de la {\displaystyle j}-ème colonne. Dans la version du modèle où on ne connaît que les stratégies pures, on l'interprète comme suit : c'est pour un Xavier considérant la possibilité de jouer {\displaystyle j} l'hypothèse de résultat la moins favorable.
Quand ensuite Xavier considère le max de ces min (le « maximin ») il détermine, parmi les k coups qui lui sont proposés, celui qui a pour lui les résultats les moins fâcheux dans l'optique pessimiste où Yvette, infiniment chanceuse ou psychologue, déjoue forcément le choix stratégique de Xavier. Choisir le maximin pour lui, c'est donc choisir la solution la moins risquée en mesurant le risque de chacune par la seule considération de l'hypothèse la plus défavorable.
Dans son exposé de la théorie des jeux pour un large public, William Poundstone (en) synthétise élégamment cette explication en citant Italo Calvino : « Tu sais que ce que tu peux espérer de mieux est d'éviter le pire ».

### Stratégies mixtes
On peut aller plus loin à condition d'imaginer une extension de la notion de stratégie. Jusqu'à présent, chaque joueur n'avait le choix qu'entre des « stratégies pures » : il pouvait décider quel coup jouer. On lui offre désormais une nouvelle possibilité : choisir judicieusement une mesure de probabilité sur l'ensemble fini des stratégies pures, puis jouer aléatoirement en pondérant son tirage par la mesure préalablement choisie. On appellera ainsi stratégie mixte une probabilité sur l'ensemble fini des stratégies pures accessibles à un joueur.
Une mesure de probabilité {\displaystyle P} sur l'ensemble fini {\displaystyle \{1,\ldots ,m\}} est caractérisée par la donnée de la probabilité {\displaystyle p_{i}=P(\{i\})} pour chaque {\displaystyle i\in \{1,\ldots ,m\}}. En identifiant une mesure de probabilité {\displaystyle P} sur {\displaystyle \{1,\ldots ,m\}} au vecteur-colonne {\displaystyle (p_{1}\,\ldots \,p_{m})^{T}}, on représente ainsi l'ensemble des stratégies mixtes accessibles à un joueur disposant de {\displaystyle m} stratégies pures par le simplexe {\displaystyle \Delta _{m}}, ensemble des {\displaystyle m}-uplets de réels positifs ou nuls et de somme égale à 1.
Dans l'exemple du jeu pierre-feuille-ciseaux, choisir la stratégie mixte {\displaystyle (1/3\,\,\,\,1/3\,\,\,\,1/3)^{T}} c'est décider de tirer au sort quel coup on jouera avec équiprobabilité ; choisir la stratégie mixte {\displaystyle (1/7\,\,\,\,2/7\,\,\,\,4/7)^{T}}, c'est choisir d'annoncer « pierre » avec probabilité 1/7, « feuille » avec probabilité 2/7 et « ciseaux » sinon ; choisir la stratégie mixte {\displaystyle (0\,\,\,\,0\,\,\,\,1)^{T}} c'est décider de ne pas tirer au sort et de jouer « ciseaux » dans tous les cas (au passage, on remarque ici que les stratégies pures peuvent être interprétées comme des cas particuliers de stratégies mixtes).
Pour chaque choix d'une stratégie mixte {\displaystyle X=(p_{1}\,\ldots \,p_{k})^{T}} par Xavier et d'une stratégie mixte {\displaystyle Y=(q_{1}\,\ldots \,q_{n})^{T}} par Yvette, la probabilité que Xavier joue le coup « {\displaystyle j} » et Yvette le coup « {\displaystyle i} » est alors égale au produit {\displaystyle q_{i}p_{j}} : en effet comme on a supposé le jeu non coopératif, les deux joueurs ne se concertent pas et il est raisonnable de modéliser leurs tirages au sort respectifs par des variables aléatoires indépendantes.
L'espérance de gain pour Xavier sous l'hypothèse de choix de ces deux stratégies mixtes se calcule alors comme une espérance mathématique : c'est
Il s'agit de l'unique terme de la matrice {\displaystyle Y^{T}AX}, qui est de taille {\displaystyle (1,1)} ; et cette dernière s'interprète donc comme le gain que peut attendre Xavier, en moyenne, lorsque les stratégies mixtes choisies sont {\displaystyle X} et {\displaystyle Y}.
Il est alors possible de définir la notion d'équilibre de Nash pour cette fonction de gain comme on a défini les points-selles plus haut : on dira qu'un couple de stratégies mixtes {\displaystyle (X_{0},Y_{0})\in \Delta _{k}\times \Delta _{n}} est un équilibre de Nash pour {\displaystyle A} lorsque :
- d'une part, pour tout {\displaystyle Y\in \Delta _{n}}, {\displaystyle Y_{0}^{T}AX_{0}\leq Y^{T}AX_{0}} (si Yvette change de stratégie tandis que Xavier conserve la stratégie {\displaystyle X_{0}}, elle ne peut qu'y perdre)

- d'autre part, pour tout {\displaystyle X\in \Delta _{k}}, {\displaystyle Y_{0}^{T}AX\leq Y_{0}^{T}AX_{0}} (si Xavier change de stratégie tandis qu'Yvette maintient {\displaystyle Y_{0}}, il ne peut que s'en repentir).

Comme avec le modèle qui ne connaît que les stratégies pures, lorsqu'il existe un équilibre de Nash on peut exposer des arguments heuristiques justifiant que celui-ci constitue un choix raisonnable pour les deux joueurs ; comme plus haut, son existence est caractérisée par une propriété de minimax et on montre la
Proposition : Soit {\displaystyle A=(a_{ij})} une matrice {\displaystyle (n,k)} de réels. Il y a un équilibre de Nash pour {\displaystyle A} (au sens défini ci-dessus) si et seulement si
En tout équilibre de Nash {\displaystyle (X_{0},Y_{0})} pour {\displaystyle A}, la valeur de {\displaystyle Y_{0}^{T}AX_{0}} est alors égale à ce minimax.
Le maximin qui apparaît dans ce calcul matriciel s'interprète comme celui de la situation à point-selle, la nouveauté étant que les ensembles de choix sont désormais infinis. Pour chaque stratégie mixte envisageable, Xavier soupèse quelle conséquence elle aurait pour lui dans une hypothèse pessimiste (c'est {\displaystyle \min _{Y\in \Delta _{n}}Y^{T}AX} qui s'il est négatif peut signifier pour lui une douloureuse perte sèche). Dans un second temps il choisit parmi l'infinité de stratégies mixtes à sa disposition celle dont les conséquences, si tout va mal, sont les moins douloureuses.
Ce qu'affirme alors le théorème du minimax de von Neumann, c'est l'existence d'un tel équilibre de Nash pour toute matrice {\displaystyle A}. Ce résultat reste d'ailleurs vrai sans l'hypothèse de « somme nulle », comme l'a montré John Forbes Nash en 1949, mais n'est alors plus lié à une propriété de minimax.

### Retour aux exemples
Voyons sur les deux exemples étudiés plus haut quelles répartitions de probabilité constituent l'équilibre de von Neumann.
Dans le jeu avec point-selle, on peut s'attendre à ce que ce soient sur des stratégies pures, et c'est en effet le cas : notons {\displaystyle X_{0}=(0\,1\,0)^{T}} et {\displaystyle Y_{0}=(0\,0\,1)^{T}} les stratégies pures constituant le point-selle, désormais considérées comme des stratégies mixtes dégénérées. Pour ce choix, {\displaystyle Y_{0}^{T}AX_{0}=1}.
Considérons un autre {\displaystyle Y=(q_{1}\,\,\,q_{2}\,\,\,q_{3})^{T}} dans {\displaystyle \Delta _{3}}. Calculons :

Comme par hypothèse {\displaystyle 0\leq q_{1}} et {\displaystyle 0\leq q_{2}}, on peut écrire que {\displaystyle q_{1}+q_{2}+q_{3}\leq 2q_{1}+2q_{2}+q_{3}}. En regroupant toutes ces informations (et en se souvenant que {\displaystyle q_{1}+q_{2}+q_{3}=1}), on en déduit : 
La première condition définissant les équilibres de Nash est bien vérifiée. La vérification de la seconde n'est pas plus difficile. L'équilibre de Nash est identifié, et reste composé de stratégies pures même dans l'extension du modèle à des stratégies probabilistes.
Examinons maintenant l'exemple du jeu pierre-feuille-ciseaux, cette fois-ci sous sa forme la plus simple avec la matrice de gain
|                         | Xavier joue « pierre » | Xavier joue « feuille » | Xavier joue « ciseaux » |
| Yvette joue « pierre »  | 0                      | 1                       | -1                      |
| Yvette joue « feuille » | -1                     | 0                       | 1                       |
| Yvette joue « ciseaux » | 1                      | -1                      | 0                       |

qui est dépourvue de point-selle.
On essaie ici conformément à l'intuition {\displaystyle X_{0}=Y_{0}=(1/3\,\,\,\,1/3\,\,\,\,1/3)^{T}}. On calcule d'abord {\displaystyle Y_{0}^{T}AX_{0}=0}, où on remarque que tout simplement {\displaystyle Y_{0}^{T}A=0} et {\displaystyle AX_{0}=0}. Dès lors pour toute stratégie mixte {\displaystyle Y}, {\displaystyle Y_{0}^{T}AX_{0}=0\leq 0=Y^{T}AX_{0}} et de même pour l'autre inégalité. Le tirage équiprobable par les deux joueurs constitue un équilibre de Nash.

### Critiques du modèle
Le modèle économique utilisé ne peut se contenter d'un concept d'utilité ordinale. Si on se borne à supposer comparables entre elles les satisfactions ou désagréments d'un joueur, on construit un ensemble totalement ordonné : on peut ainsi dire que Xavier préfère gagner 100 euros à ne rien gagner du tout, et ne rien gagner du tout à perdre 100 euros. Mais que fera-t-il si on lui propose de participer à une loterie où il a une chance sur deux de s'enrichir de 100 euros et une chance sur deux de s'appauvrir du même montant ? Est-ce pour lui plus tentant que de s'abstenir et de s'assurer ainsi de ne rien perdre, mais ne rien gagner non plus ? Si le joueur ressent de l'aversion pour la prise de risque, il refusera la loterie puisqu'elle lui propose le même gain moyen que l'abstention, mais avec plus de risque. Mais comment maintenant se comportera-t-il si on lui offre deux chances sur trois de gagner et une chance sur trois de perdre ? À partir de quelle valeur du paramètre accepte-t-il de jouer ? L'introduction d'une théorie cardinale de l'utilité permettrait de répondre, une théorie purement ordinale ne suffit pas en revanche à donner un sens à une espérance de gain en situation aléatoire, et donc à mettre sur pied le modèle justifiant les applications en économie du théorème du minimax.
Pour donner un sens au calcul d'espérance mathématique par lequel passe la justification du modèle, von Neumann et Morgenstern se sont efforcés de fonder l'utilisation d'une théorie cardinale, et ont développé une théorie de l'utilité de l'incertain suffisante pour fonder leur modèle. Mathématiquement rigoureuse, la théorie n'en a pas moins été contestée dès son introduction, la contestation passant nécessairement par celle de ses axiomes : voir en ce sens le fameux paradoxe d'Allais, explicité par Maurice Allais.
Mais si l'utilité cardinale n'est qu'un concept mathématique découplé de la réalité, les formalisations probabilistes en théorie des jeux sont mal fondées. Tout en nuançant son propos (il concède que les théories de la décision qu'il critique « ont établi leur pertinence et leur puissance dans de multiples applications »), Russel Hardin peut ainsi décocher quelques flèches contre les modèles à base de stratégies mixtes : il fait par exemple observer qu'il se pourrait bien qu'il n'y ait aucun moyen sensé de définir une combinaison de victoires et de défaites de deux pays en guerre qui puisse être raisonnablement considérée comme à mi-chemin de la victoire totale et de la défaite totale d'une des parties.
Enfin, même en admettant pouvoir définir pour chaque joueur une utilité cardinale et donc développer une théorie considérant des stratégies mixtes, cela ne suffit pas à justifier qu'on puisse reconnaître si un jeu vérifie l'hypothèse de « somme nulle » : pour pouvoir exiger que le gain de Xavier équilibre la perte d'Yvette, il faut aussi postuler la comparabilité de leurs utilités, ce qui ne va pas de soi.

## Histoire d'une découverte

### Von Neumann à Göttingen
Au début de l'année 1926 John von Neumann, âgé de 22 ans, vient de soutenir son doctorat à Budapest. Bien qu'inscrit à l'université de sa ville natale, il ne l'a fréquentée qu'au moment de passer des examens et a suivi sa formation à l'université de Berlin de 1921 à 1923 puis à l'École polytechnique fédérale de Zurich. Ayant accédé à un Fellowship de la Fondation Rockefeller, il va séjourner pendant l'année universitaire 1926-1927 à l'Université de Göttingen où exerce alors David Hilbert. C'est pendant cette période qu'il va concevoir sa première démonstration du théorème du minimax, qu'il exposera en décembre 1926 au séminaire de mathématiques.
Pour expliquer pourquoi von Neumann s'est intéressé à la théorie des jeux, des raisons psychologiques assez peu convaincantes ont été apportées : on a ainsi noté son goût pour le poker, signalé qu'il avait constitué une collection de jeux d'enfants, voire souligné qu'il faisait preuve d'un humour parfois assez puéril. Plus intéressantes sont les analyses de Philip Mirowski et Robert J. Leonard pour qui la conception du théorème du minimax ne doit pas être détachée du séjour de von Neumann à Göttingen et de l'influence qu'exerce alors sur lui l'« école formaliste » constituée autour de Hilbert. En même temps qu'ils travaillent sur le programme de Hilbert de formalisation finitiste des mathématiques, les représentants de cette école s'intéressent en effet aussi à la formalisation mathématique de la réalité, notamment en physique mathématique — ainsi c'est également à Göttingen, en 1925, qu'un jeune privatdozent, Werner Heisenberg, en collaboration avec Max Born et Pascual Jordan, met au point la formulation de la mécanique quantique en termes de mécanique matricielle. On peut aussi rappeler que c'est aussi un ancien collaborateur de Hilbert à Göttingen, Ernst Zermelo qui, en 1913, a été le pionnier de la théorie des jeux non synchrones par son travail de mathématisation des échecs.
En revanche, la recherche économique ne semble guère avoir influencé l'élaboration du théorème du minimax, même si une note dans l'article de 1928 montre que von Neumann est conscient qu'il y a là un champ de développement de ses idées. Pour Robert J. Leonard, qui ne constate des échanges de correspondance entre von Neumann et des économistes qu'à partir de 1927 et se fonde sur le mode d'exposition du théorème dans les années 1930, la théorie des jeux reste d'abord pour von Neumann jusqu'aux alentours de 1940 ce qu'elle est dans le titre de son article de 1928 : une théorie des « jeux de société ».

### Les précurseurs du minimax
Nombre de cours ou traités consacrés à la théorie des jeux dans son ensemble mettent en relief le caractère profondément innovant du théorème de von Neumann, où ils lisent l'invention de la théorie des jeux synchrones.
Dans les études historiques plus complètes, les précurseurs de von Neumann sont davantage considérés. La première référence où les historiens observent l'élaboration d'une stratégie de jeu par recherche d'un maximin est une lettre de novembre 1713 de Pierre Rémond de Montmort où il décrit une solution du jeu de Le Her (en) due à James Waldegrave qui est déjà ce qu'on appelle aujourd'hui une stratégie mixte.
Mais ce sont surtout trois notes d'Émile Borel aux comptes rendus de l'Académie des sciences qui attirent l'attention des spécialistes de l'histoire du minimax. Dans celles-ci, Borel formalise mathématiquement pour la première fois la notion générale de stratégie mixte, prouve le théorème du minimax pour des jeux symétriques à moins de cinq stratégies pures, mais conjecture l'existence de contre-exemples pour des matrices de taille plus grande.
À l'en croire, quand il découvre de son côté le théorème du minimax, von Neumann ignore tout des travaux de Borel. Dans son article de 1928, von Neumann précise avoir découvert ceux-ci postérieurement à l'envoi pour publication, et en fait mention par une note de bas de page.
En revanche, les travaux de Borel ne sont nulle part signalés dans son ouvrage influent de 1944 (Theory of Games and Economic Behavior) publié conjointement avec Oskar Morgenstern qui va contribuer à populariser la nouvelle théorie des jeux.
La discussion de l'importance respective des contributions des deux grands mathématiciens prend un ton polémique lorsqu'en 1953, au sommet de la gloire de von Neumann, Maurice Fréchet publie deux notes où il qualifie Borel d'« initiateur » de la théorie des jeux ; il ajoute incidemment que même si Borel avait démontré le premier le théorème, il n'aurait, comme von Neumann, qu'« enfoncé une porte ouverte » (« simply entered an open door ») puisque le théorème et même des versions plus générales avaient été prouvés très antérieurement aux travaux de Borel. Von Neumann répond sèchement à l'agression, soulignant encore qu'il ne connaissait pas les travaux du mathématicien français quand il a lui-même découvert le théorème, et que cela valait sans doute mieux puisque la conjecture de celui-ci était fausse ; il ne lui paraît pas que la mise sous forme mathématique du problème soit une contribution aussi essentielle que la complète résolution qu'il y a apportée, et refuse de reconnaître en Borel l'initiateur de la théorie (« In view of this, Borel did hardly "initiate" the theory »).

## Comprendre la rationalité
Dès lors que le modèle de von Neumann prétend définir quelle est la « meilleure » stratégie à adopter dans un jeu à somme nulle, deux questions se posent naturellement : ce modèle est-il une aide efficace à la décision, la solution qu'il fournit doit-elle être appliquée en pratique (le modèle est-il prescriptif) ? Et par ailleurs le modèle reflète-t-il le comportement qu'appliquent les acteurs dans la réalité (le modèle est-il descriptif) ?
Cette section s'intéresse à la première question, qu'on peut immédiatement compléter : si la réponse est « oui », si on s'accorde à dire que viser le maximin est un acte « rationnel », en quel sens l'est-il ? Le modèle néo-classique de rationalité (l'homo œconomicus visant à maximiser son utilité) suffit-il à fonder les normes à suivre dans les prises de décision modélisées par des jeux ? On peut raisonnablement défendre que non, mais c'est souvent en pensant la situation plus complexe des jeux à somme non nulle (notamment le fameux dilemme du prisonnier). Qu'en est-il si on se borne aux jeux concernés par le théorème du minimax ?
Si on en croit Kenneth Binmore, la méthode du maximin est bien celle à suivre : face à un bon joueur, il n'y a rien de mieux à faire que choisir la stratégie mixte recommandée par le théorème de von Neumann. Il faut tout de même formuler deux mises en garde : la recommandation ne doit pas être suivie face à un adversaire peu compétent ; si sa stratégie est faible, il ne faut pas manquer de s'éloigner de la recherche du maximin pour exploiter cette faiblesse (comme l'écrit Binmore, « il serait irrationnel de refuser de prendre un risque calculé lorsque les probabilités sont suffisamment en votre faveur »). Par ailleurs, la recherche du maximin n'est recommandable que sous l'hypothèse de jeu à somme nulle ; dans la plupart des situations réelles elle est donc inexploitable. D'autres auteurs parviennent aux mêmes conclusions en accordant plus ou moins de place à la première mise en garde : Morton D. Davis, par exemple, souligne que s'éloigner des recommandations du théorème, lorsque les deux joueurs s'y aventurent simultanément, c'est jouer risqué et plonger dans l'inconnu mais ce sera tout de même gagnant pour l'un ou l'autre puisque le jeu est à somme nulle – or décider si on préfère la sécurité d'un gain assuré ou le piquant de la prise de risque, est une simple question de goût personnel.
Se pose alors la question philosophique de construire une justification de cette prescription : la nature humaine étant ce qu'elle est, comment expliquer que ce choix soit le bon ? Posée comme question concernant la totalité des jeux non coopératifs, cette interrogation fait l'objet d'une littérature très abondante, mais qui le plus souvent ne s'arrête pas à considérer spécifiquement le cas très particulier du minimax et des jeux à somme nulle. On peut toutefois relever un article de Mathias Risse qui consacre une section à une relecture critique de l'argumentation de Morgenstern et von Neumann « prouvant » la pertinence opératoire de la stratégie du maximin. Pour parvenir à cette preuve, Morgenstern et von Neumann proposaient une expérience de pensée : supposer qu'Yvette joue après Xavier, informée de la stratégie mixte que celui-ci a choisie mais pas du coup que le hasard a ensuite défini – sous cette hypothèse, Xavier serait inconséquent de ne pas adopter la stratégie du maximin. On considère ensuite la situation inverse (Xavier informé de la stratégie mixte d'Yvette) et ceci fonde le choix d'Yvette de viser le minimax[pas clair]. Pour Risse, cette argumentation paraît bien faible et il en conclut que « von Neumann et Morgenstern ne réussissent pas à prouver que les stratégies du minimax sont les seules rationnelles pour un jeu à deux personnes et à somme nulle ».
On peut ici mentionner un autre problème philosophique, apparemment sans relation avec le précédent : celui du sens à donner aux stratégies mixtes lorsque le jeu n'est pas répété. Si Xavier et Yvette ne s'affrontent qu'une fois pierre-feuille-ciseaux, à quoi bon pour Xavier suivre à la lettre les conseils de von Neumann et tirer au sort préalablement s'il jouera « pierre », « feuille » ou « ciseaux » ? Il lui suffit de décider de jouer « ciseaux » : à supposer qu'Yvette ne le connaisse pas d'assez près pour identifier d'éventuels biais psychologiques, son intention est alors tout aussi opaque pour elle et conduira au même résultat. Le théorème du minimax ne semble rien apporter.
Les deux problématiques se retrouvent dans une intéressante interprétation de l'équilibre de von Neumann comme limite, due à Julia Robinson (1950). Sans entrer dans les détails techniques, en voici le principe décrit sous forme récurrente : on suppose que Xavier et Yvette vont s'affronter pendant un grand nombre de parties. Lors de leur première rencontre, ils choisissent chacun arbitrairement une stratégie pure, peu importe par quelle méthode. Une fois les N premières parties jouées, pour déterminer son coup à la N+1-ème partie, Xavier emploie la méthode suivante : il considère la liste des N coups déjà joués par son adversaire et reconstitue empiriquement à partir de celle-ci la stratégie mixte {\displaystyle Y_{N}^{\rm {emp}}} qu'Yvette emploie vraisemblablement – pour éclairer cette construction par l'exemple, si dans les 10 premiers coups d'une partie de « pierre-feuille-ciseaux » Yvette a joué 3 fois « pierre », 3 fois « feuille » et 4 fois « ciseaux », Xavier postule comme vraisemblable l'emploi par Yvette de la stratégie mixte {\displaystyle Y_{10}^{\rm {emp}}={\begin{pmatrix}3/10&3/10&4/10\end{pmatrix}}^{T}}. Il détermine alors la stratégie pure[pas clair] qui maximiserait ses chances de gain contre une joueuse jouant selon {\displaystyle Y_{N}^{\rm {emp}}} (dans l'exemple ce serait « pierre ») et joue ce coup. Yvette fait son choix de façon symétrique. Alors, quand {\displaystyle N} tend vers l'infini, il y a toutes chances que les stratégies mixtes empiriques des deux joueurs[pas clair] convergent vers celles de l'équilibre du minimax. Dans ce cadre conceptuel, on parvient à éclairer le maximin sans dépasser la théorie néo-classique de la rationalité : à chaque partie Xavier (ou Yvette) choisit son coup par la simple maximisation d'une utilité. De même, l'argumentation de Morgenstern et von Neumann critiquée par Risse reprend du sens : certes chaque joueur ne connaît pas avant de jouer quelle est la stratégie mixte choisie par son adversaire, mais il n'est pas loin de la connaître puisqu'il dispose de la répartition empirique obtenue par mémoire du passé.

## Expériences
Comme toute théorie scientifique, celle de l'équilibre de von Neumann peut et doit subir le test de l'expérience, et en particulier être prédictive : on souhaiterait qu'elle prédise avec un taux de réussite acceptable les comportements réels des acteurs en situation de conflit.

### Expérimentations de laboratoire
Notamment dans les années 1960 et 1970, de multiples expériences de psychologie ont mesuré le comportement réel d'acteurs soumis à des jeux à la von Neumann, avec diverses variantes méthodologiques : jeux à points-selles ou jeux à stratégie optimale mixte, jeu contre un autre sujet d'expérience ou jeu contre un expérimentateur (qui peut lui-même soit utiliser la stratégie du minimax, soit sciemment utiliser une mauvaise stratégie)... Les résultats en sont très disparates. On y observe assez souvent la convergence vers la stratégie appropriée pour les joueurs à qui on propose un adversaire volontairement malhabile ; on constate déjà plus rarement la convergence vers le minimax contre un adversaire jouant le minimax. Plusieurs auteurs annoncent des résultats absolument négatifs et ne mesurent aucune tendance de leurs sujets d'expérience à se diriger vers la stratégie supposée « rationnelle », celle du minimax. Une expérience menée sur des rats ne décèle pas chez eux une meilleure aptitude que chez les humains à apprécier les subtilités du théorème de von Neumann : si leur comportement n'est pas aléatoire, la tendance qu'on y constate est une préférence pour le maximax, la stratégie pure qui rend envisageable la plus forte récompense.

### Efficacité prédictive dans des situations réelles
Même si la théorie des jeux à somme nulle ne modélise que rarement de façon correcte des situations réelles, il est parfois possible de représenter des problèmes de décision comme des jeux à deux joueurs et à somme nulle, puis de contrôler a posteriori si les acteurs appliquent ou non une stratégie de maximin.
Un travail abondamment cité de l'anthropologiste William Davenport, publié en 1960, modélise le comportement de pêcheurs jamaïcains par un modèle à la von Neumann. Ces pêcheurs disposent de trois choix différents pour installer leurs casiers, les coûts des trois choix étant bien distincts (distance à parcourir) et tous n'étant pas également poissonneux. Face à eux, la nature peut ou non déclencher de forts courants imprévisibles, susceptibles de diminuer significativement le rapport des casiers, leur influence étant d'ampleur très différente d'un site à l'autre. On peut mesurer, pour chaque choix conjoint (le choix du site du côté du pêcheur, celui de rester calme ou se déchaîner du côté de la nature), le bénéfice que tire le pêcheur de sa journée de travail. L'application du théorème de von Neumann à la matrice {\displaystyle (3,2)} ainsi obtenue fournit de très près la répartition effectivement mesurée des pêcheurs entre les trois sites. Las, la méthode est critiquable, et a été critiquée : utiliser le modèle du minimax quand « la nature » est un des joueurs, c'est mal le comprendre puisqu'il est certain que celle-ci n'adaptera pas sa stratégie au comportement de son adversaire, ne tiendra pas compte des habitudes des pêcheurs locaux pour décider avec quelle fréquence déclencher le courant dévastateur. Même si on peut ensuite critiquer la critique et expliquer en quoi le comportement des pêcheurs est tout de même rationnel, l'étude de Davenport est donc difficilement admissible comme pièce à l'appui du modèle de von Neumann.
En revanche, les observations confirment que le modèle du maximin est bien prédictif lorsque s'opposent des joueurs humains hautement compétents. Au football, en considérant le jeu à somme nulle qui oppose le joueur exécutant au gardien de but au moment du penalty, les données constatées recoupent avec une excellente précision les prédictions du modèle de von Neumann,.

## Démonstrations
La preuve originelle de von Neumann, publiée en 1928, était assez difficile à suivre et utilisait des arguments topologiques. Dans un second article, publié en 1937, von Neumann propose une preuve beaucoup plus lisible où l'utilisation de la topologie passe désormais par l'utilisation du théorème du point fixe de Brouwer. Un an plus tard, en 1938, le mathématicien Jean Ville publie une nouvelle preuve du théorème d'un esprit très différent puisqu'elle ne repose plus sur des résultats topologiques fins mais sur des arguments élémentaires de géométrie des convexes (hyperplan d'appui). Dans l'important ouvrage qu'il publie en 1944 avec Oskar Morgenstern (Theory of games and economic behavior), John von Neumann donne d'ailleurs une preuve adaptée de celle de Ville et non plus celle qui repose sur le théorème de Brouwer. En 1950, c'est Hermann Weyl qui fournit une nouvelle démonstration, également basée sur des arguments de convexité. Enfin, en 1967, Guillermo Owen apporte une nouvelle preuve très concise, en utilisant une construction par récurrence transfinie.
Le théorème du minimax peut aussi être démontré comme corollaire du théorème plus général de Nash qui assure l'existence d'équilibres pour les jeux non coopératifs, même à somme non nulle ; comme les premières preuves du théorème de von Neumann, la démonstration du théorème de Nash repose sur des arguments topologiques (on peut utiliser le théorème du point fixe de Brouwer mais aussi le théorème du point fixe de Kakutani et donc exploiter la convexité).
On peut aussi le déduire du théorème de dualité en optimisation linéaire, comme les théorèmes de l'alternative parmi lesquels il se laisse ranger si on le reformule. Dans la mesure où le théorème de dualité peut être prouvé indépendamment de la théorie des inéquations linéaires, par des méthodes algorithmiques (méthode du simplexe), cette approche est différente de celles évoquées précédemment et a surtout l'intérêt d'être constructive : en appliquant un algorithme d'optimisation linéaire, on parvient à expliciter le minimax et un équilibre de Nash pour le jeu.
La valeur du maximin en termes de programmes linéaires est précisément la suivante, en utilisant les notations de l'article Optimisation linéaire :
Proposition : Supposons {\displaystyle 0<\max _{X\in \Delta _{k}}\min _{Y\in \Delta _{n}}Y^{T}AX}.
Alors, en notant {\displaystyle e={\begin{pmatrix}1&\ldots &1\end{pmatrix}}^{T}}, ce maximin est l'inverse de la valeur du programme linéaire :
Pour une exposition sommaire de certaines des démonstrations,
On signalera tout de même ici, ce qui est très facile à prouver, que l'une des inégalités du théorème se vérifie en deux lignes :
Remarque : Avec les notations du théorème de von Neumann, {\displaystyle \max _{X\in \Delta _{k}}\min _{Y\in \Delta _{n}}Y^{T}AX\leq \min _{Y\in \Delta _{n}}\max _{X\in \Delta _{k}}Y^{T}AX}.
Elle a de fait déjà été utilisée dans la preuve de la proposition de la sous-section « Stratégies mixtes » et se vérifie exactement comme on vérifie l'inégalité analogue concernant les coefficients de la matrice A dans la preuve de la proposition de la sous-section « Points-selles dans les matrices de gain ».

## Postérité du théorème
Dans le domaine des mathématiques pures, le théorème de von Neumann est le premier d'une longue série de théorèmes du minimax qui le généralisent dans de multiples directions. Il a sans doute aussi eu une influence significative sur l'évolution de l'optimisation linéaire.
Dans d'autres domaines scientifiques, le minimax a joué un rôle non négligeable en théorie statistique de la décision et sur la conception de systèmes de calcul distribués.
Pour le meilleur ou pour le pire, le théorème de von Neumann a peut-être eu aussi une postérité philosophique : il aurait inspiré la pensée de John Rawls, qui invoque explicitement la notion de maximin dans l'élaboration de sa théorie de la justice. Critiqué avec virulence pour l'usage immodéré qu'il aurait fait du concept, Rawls a toutefois tenu à préciser qu'il n'avait jamais fait l'erreur de proposer la recherche du maximin « comme principe général de délibération rationnelle, quels que puissent être les niveaux de risque et d'incertitude » (« as the general principle of rational decision in all cases of risk and uncertainty »).
On laissera le mot de la fin à Robert Aumann qui dresse un bilan argumenté de la postérité du théorème de von Neumann. Pour lui, l'omniprésence du théorème dans les présentations de la théorie des jeux antérieures à 1960 était peut-être un peu injuste (la modélisation des jeux à somme nulle n'est pas l'essentiel de la théorie) mais s'explique par la simplicité du résultat. Par un retour de balancier encore plus injuste, les théoriciens des jeux ont eu tendance dans les décennies qui ont suivi à minimiser l'importance du théorème. Avec le recul que donne le temps, on ne peut pourtant que reconnaître son importance : par sa postérité en dehors de la théorie des jeux d'abord, mais aussi en théorie des jeux où l'appareil conceptuel qui le sous-tend reste central, il fournit un modèle simple particulièrement adapté pour tester les concepts plus techniques. Sa preuve a certainement ouvert la voie à John Nash, pionnier de la théorie des jeux à plus de deux joueurs et à somme non nulle. En conclusion, pour Aumann, le théorème de von Neumann « s'il n'est pas la pièce maîtresse de la théorie des jeux, en demeure une pierre angulaire cruciale » (« While not the centerpiece of game theory, it is a vital cornerstone »).